# Jonas Schöpfer
Jonas Schöpfer (* 30. Juni 1996) ist ein Schweizer Leichtathlet, der sich auf den Mittelstreckenlauf spezialisiert hat.

## Sportliche Laufbahn
Erste internationale Erfahrungen sammelte Schöpfer im Jahr 2014, als er bei den Juniorenweltmeisterschaften in Eugene mit 1:52,26 min in der ersten Runde im 800-Meter-Lauf ausschied. Im Jahr darauf gelangte er bei den Junioreneuropameisterschaften in Eskilstuna in den Halbfinal und schied dort mit 1:52,72 min aus. 2017 scheiterte er bei den U23-Europameisterschaften in Bydgoszcz mit 1:51,33 min im Vorlauf aus, und bei den Crosslauf-Europameisterschaften 2021 in Dublin belegte er in 18:31 min den siebten Platz in der Mixed-Staffel.
In den Jahren 2017, 2019 und 2020 wurde er Schweizer Meister im 800-Meter-Lauf.
Ende 2022 beendete Schöpfer seine sportliche Karriere.

## Persönliche Bestzeiten
- 800 Meter: 1:47,63 min, 29. August 2020 in Décines-Charpieu
  - 800 Meter (Halle): 1:50,55 min, 21. Februar 2021 in Magglingen
- 1000 Meter: 2:24,68 min, 6. Mai 2017 in Willisau
  - 1000 Meter (Halle): 2:26,38 min, 13. Februar 2022 in Magglingen
- 1500 Meter: 3:46,20 min, 18. August 2018 in Regensdorf